# Morgan Conway
Pour les articles homonymes, voir Conway.
Morgan Conway (nom de scène de Sidney Conway), né le 16 mars 1903 à Newark (New Jersey) et mort le 16 novembre 1981 à Livingston (New Jersey), est un acteur américain.

## Biographie

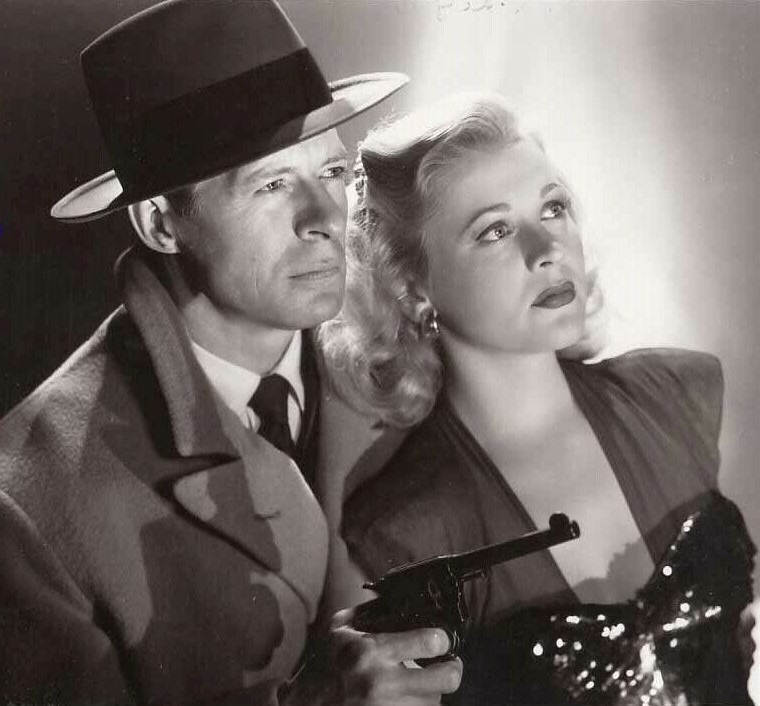
Avec Anne Jeffreys, dans Dick Tracy contre Cueball (1946)

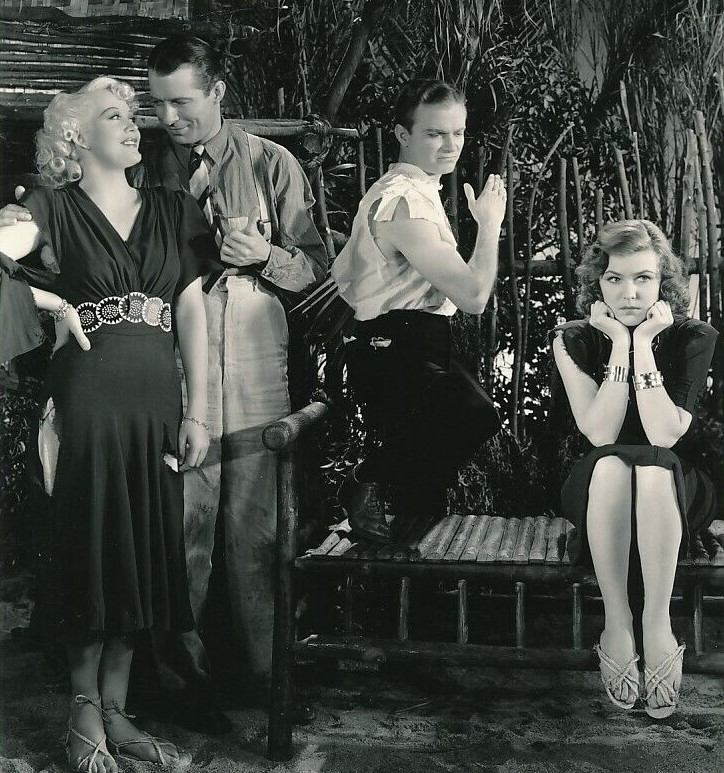
De g. à d. : Marion Martin, Morgan Conway, Donald Barry et Charlotte Wynters, dans Sinners in Paradise (1938)

Morgan Conway fait une assez brève carrière au cinéma et au théâtre, contribuant à trente-huit films américains, les deux premiers sortis en 1934, dont Looking for Trouble de William A. Wellman (avec Spencer Tracy et Jack Oakie). Suivent notamment Sinners in Paradise de James Whale (1938, avec Madge Evans et John Boles), L'Étrange Aventure de Lloyd Bacon (1940, avec Edward G. Robinson et Humphrey Bogart) et La Vie aventureuse de Jack London d'Alfred Santell (1943, avec Michael O'Shea et Susan Hayward).
Mais il reste surtout connu pour avoir incarné deux fois à l'écran le détective Dick Tracy, dans Dick Tracy de William Berke (1945) puis Dick Tracy contre Cueball de Gordon Douglas (1946), aux côtés d'Anne Jeffreys et Joseph Crehan.
Par ailleurs, il joue à Broadway (New York) dans cinq pièces, depuis If a Body d'Edward Knoblauch et George Rosener (1935, avec Katherine Locke et Arthur Pierson) jusqu'à Angel Island de Bernie Angus (1937, avec Betty Field et Clyde Fillmore).
Retiré définitivement en 1946, Morgan Conway meurt à 78 ans, en 1981. 

## Filmographie partielle
- 1934 : Tempête sur la ligne (Looking for Trouble) de William A. Wellman : Dan Sutter
- 1938 : Malfaiteurs au paradis (Sinners in Paradise) de James Whale : Harrison Brand
- 1939 : Blackwell's Island de William C. McGann et Michael Curtiz : Steve Cardigan
- 1939 : Les Ailes de la flotte (Wings of the Navy) de Lloyd Bacon : l'officier de permanence Tommy
- 1939 : Service secret de l'air (Secret Service of the Air) de Noel M. Smith : Edward V. Powell
- 1939 : Charlie Chan à Reno (Charlie Chan in Reno) de Norman Foster : George Bently
- 1939 : Le Gangster espion (Television Spy) de Edward Dmytryk : Carl Venner
- 1940 : Three Cheers for the Irish de Lloyd Bacon : Joe Niklas
- 1940 : The Saint Takes Over de Jack Hively : Sam Reese
- 1940 : L'Étrange Aventure (Brother Orchid) de Lloyd Bacon : Philadelphia Powell
- 1943 : La Vie aventureuse de Jack London (Jack London) de Alfred Santell : Richard Harding Davis
- 1945 : Dick Tracy de William Berke : Dick Tracy
- 1946 : Dick Tracy contre Cueball (Dick Tracy vs. Cueball) de Gordon Douglas : Dick Tracy
- 1946 : La Ville des sans-loi (Badman's Territory) de Tim Whelan : Marshal Bill Hampton

## Théâtre à Broadway (intégrale)
- 1935 : If a Body d'Edward Knoblauch et George Rosener : Dan Carmody
- 1936 : Summer Wives de Mark Linder et Dolph Singer : Dan McGillycuddy
- 1936 : Mimie Scheller d'Alfred L. Golden : Mike Pratt
- 1936 : Il the Bag de Don Carle Gillette : Bud Graham
- 1937 : Angel Island de Bernie Angus, production et mise en scène de George Abbott : Sidney Powell